# Edward Díaz
Edward Fabián Díaz Cárdenas (Nobsa, 19 augustus 1994) is een Colombiaans wielrenner die in 2017 reed voor EPM.

## Carrière
Díaz maakte zijn debuut voor Colombia in de Ster van Bessèges.
Tijdens de Ronde van Colombia in 2017 testte Díaz positief op het gebruik van Cera. In januari 2018 maakte de UCI bekend Díaz voor vier jaar te schorsen en zijn resultaten vanaf 23 juli 2017 te schrappen.

## Overwinningen
2013
3e etappe Ronde van Colombia, Beloften
2015
 Colombiaans kampioen op de weg, Beloften
2017
1e etappe Ronde van Colombia (ploegentijdrit)

## Resultaten in voornaamste wedstrijden
| Jaar | Ronde van Lombardije | Waalse Pijl |
| ---- | -------------------- | ----------- |
| 2014 | opgave               | opgave      |
| 2015 |                      |             |

## Ploegen
- 2014 –  Colombia
- 2015 –  Colombia
- 2016 –  GW Shimano
- 2017 –  EPM

Ávila · Cano · Castiblanco · Díaz · Duarte · Duque · Martínez · Molano · Pantoja · Paredes · Pedraza · Quintero · B.Ramírez · C.Ramírez · Rubiano · Sarmiento · Torres · Valencia · Barón (stagiair)